# Psammitis zonshteini
Psammitis zonshteini is een spinnensoort uit de familie van de krabspinnen (Thomisidae).
De wetenschappelijke naam van de soort werd in 1989 als Xysticus zonshteini gepubliceerd door Joeri Michailovitsj Maroesik.